# À l'ouest des rails
Pour plus de détails, voir Fiche technique et Distribution.
À l'ouest des rails (铁西区, Tiě xī qū) est un film documentaire chinois réalisé par Wang Bing, sorti en 2002.
Entre 1999 et 2001, Wang Bing documente la lente agonie de la plus grande zone industrielle de l'époque de Mao, qui employait au début des années 1980 près d'un million de travailleurs et comptait une centaine d'usines. Ce documentaire de plus de neuf heures est un exemple de simplicité et d'humilité.                                            Wang Bing cherche à capturer les réactions d'une classe ouvrière à qui l'on avait promis un avenir beaucoup plus brillant ; en prenant en compte les conséquences dramatiques de la transition du pays d’une économie socialiste à une économie fondée sur les lois du marché. Il tente de dresser une critique de notre condition humaine, en capturant les témoignages des ouvriers et de leurs familles délaissées. 
Le film est divisé en trois parties :
- Partie 1 : Rouille (铁西区第一部分：工厂)
- Partie 2 : Vestiges (铁西区第二部分：艳粉街)
- Partie 3 : Rails (铁西区第三部分：铁路)

À l'ouest des rails est classé 7e dans la liste des meilleurs films des années 2000 des Cahiers du cinéma.

## Synopsis

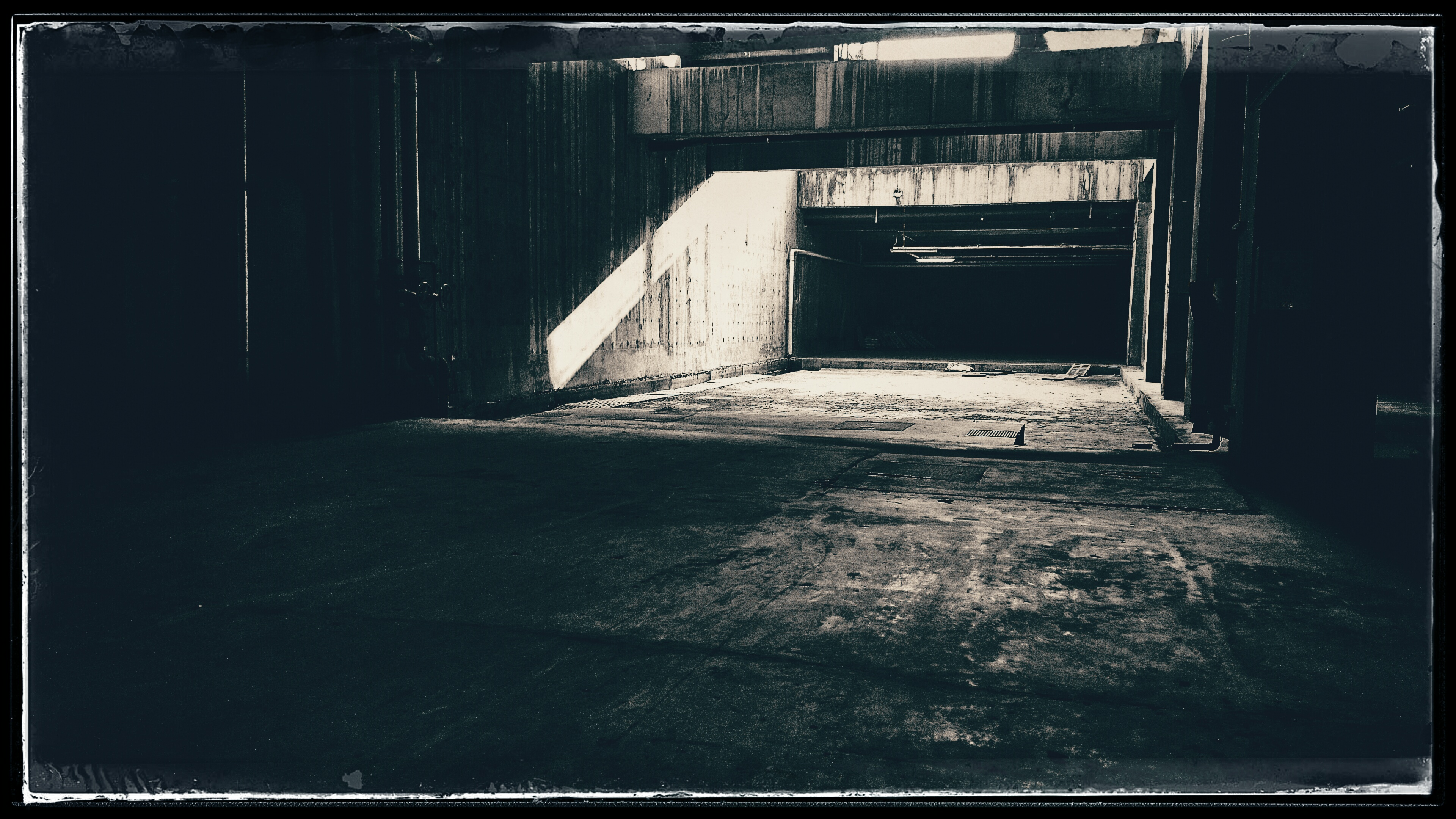
Usine abandonnée dans le district de Tiexi.

Le film est tourné dans le district de Tiexi, dans l'agglomération de Shenyang, au nord-est de la Chine. Il retrace la vie des ouvriers d'un énorme complexe industriel en déclin et de leurs familles, au tournant du XXIe siècle.

### Partie 1:Rouille
La première partie du film, Rouille, met en scène le complexe industriel de Tie Xi et la monumentalité de ses usines, dont beaucoup portent déjà des signes d'abandon et de ruine, comme le suggère le titre. Dés le début du film, on observe les usines depuis les rails d'un chemin de fer, où la caméra filme depuis le train qui avance doucement à travers le district. Ensuite, la plupart des scènes sont tournées à l'intérieur et à l'extérieur des différentes usines ou dans des lieux annexes au complexe, comme l'hôpital où les patients sont obligés de rester hospitalisés pendant de longues périodes en raison des fumées nocives. Le film alterne avec des images de travail et avec d'autres durant leurs pauses dans les salles de repos, dans lesquelles les ouvriers jouent aux cartes, organisent des parties de mahjong et se disputent entre eux. Petit à petit, la situation devient de plus en plus désespérée, avec la fermeture de nouvelles usines et la perte d’emplois. Les travailleurs n’ont d’autre choix que de s’exprimer verbalement, sans aucune possibilité de défense collective et organisée de leurs droits. Parmi les moments les plus représentatifs, on peut citer la scène du karaoké organisé par les ouvriers pour la fête du Nouvel An, où un ouvrier chante une chanson révolutionnaire. D'autres prises de parole manifeste le désarroi des ouvriers, qui évoquent les dettes des usines et leur inquiétude pour les rembourser. Wang Bing à travers ces images arrive à représenter le plus fidèlement possible les ressentis des ouvriers face à leur condition.

### Partie 2:Vestiges
La deuxième partie, Vestiges, décrit la vie quotidienne des habitants du quartier. Wang se focalise sur les jeunes, leurs histoires d'amour ainsi que sur l'inévitable destruction des maisons des ouvriers qui seront remplacées par des HLM. Au départ, l'épisode se concentre sur des jeunes hommes au chômage, qui passent leur temps à flâner, à courtiser des filles, à se disputer avec leurs parents par rapport aux faibles revenus gagnés par ménage. Le lieu de rencontre est une épicerie et un magasin d'articles ménagers. Petit à petit, le documentaire suit l'ennui et le drame de ces familles, pour ensuite prendre un drame social plus grand avec l'annonce que les habitants de la zone devront quitter leurs maisons car la zone sera démolie. D’un côté, les réactions sont diverses : certains ont des proches chez qui aller, certains entassent leurs affaires dans une camionnette, certains démolissent leur propre maison pour emporter ce dont ils ont besoin, certains organisent un marché pour vendre les choses dont ils n’ont plus besoin, certains sont déterminés à rester dans leur taudis jusqu’à ce qu’ils soient expulsés de force. Les techniciens du quartier finiront par arriver, coupant les lignes électriques, laissant les maisons dans le noir et procédant à des travaux de démolition qui transformeront le paysage en un tas de décombres. Dans cette partie on suit les multiples réactions des habitants qui tentent de survivre face à un écroulement certain de leurs habitations, à travers les images de Wang Bing on perçoit la prise de conscience évolutive de ces individus. 

### Partie 3:Rails
La troisième partie, Rails, suit les cheminots qui travaillent sur les vingt kilomètres de lignes de chemin de fer qui irriguent encore la ville ainsi que l'histoire d'un père et son fils qui tentent d’y survivre en récupérant tout ce qui peut l’être. Le dernier épisode raconte donc le système ferroviaire qui relie les différentes entreprises de Tie Xi aux chemins de fer nationaux, pour transporter les matières premières vers les usines et emporter le travail fini. Nous revenons à nouveau en 1999, documentant le travail quotidien des cheminots et mettant en valeur le paysage industriel en ruine. Il filme différentes conversations entre les  ouvriers sur les nouvelles réalités de la Chine et ses nouvelles dimensions capitalistes. Cette troisième partie suit une tournure dramatique où Wang Bing s'intéresse à deux individus fortement impacté par le déclin du district: le vieux Du et son fils Yang. Du, qui a perdu son emploi dans les chemins de fer, vit illégalement dans une chambre dans la gare de marchandises. Dans l'un des moments de confession, il raconte à la caméra de Wang Bing sa triste existence : les années de travail forcé pendant la Révolution culturelle, l'arrestation de son père accusé de diriger une entreprise privée, l'abandon de sa femme qui le laisse seul avec ses enfants. La situation de Du s'aggrave avec son arrestation, à partir de ce moment le film se concentre sur son fils, Yang, qui attend la libération de son père.

## Fiche technique
- Titre : À l'ouest des rails
- Titre original : 铁西区, Tiě xī qū
- Réalisation : Wang Bing (direction photo, production, montage)
- Production : Zhu Zhu [3]
- Montage : Adam Kerby [3]
- Son : Chen Chen et Bin Hang [3]
- Pays d'origine :  Chine
- Format : couleurs - 1,33:1 - 35 mm
- Genre : documentaire
- Durée : 551 minutes  (Rouille : 240 minutes, Vestiges : 176 minutes, Rails : 135 minutes[4])
- Dates de sortie[5] :
  - Corée du Sud : 2002 (Festival international du film de Jeonju)
  - Italie : 16,17,18 novembre 2003 (Festival du film de Turin)
  - France : 26/27 novembre 2003 (Nantes, Festival des 3 Continents)
  - France : 9 juin 2004 (sortie nationale)
- Récompense : Montgolfière d'or du documentaire au Festival des 3 Continents 2003.